# Anna Ankudinova
Anna Ankudinova  (* 18. März 2002) ist eine lettische Unihockeyspielerin, die beim UHC Bremgarten in der Schweizer 1. Liga spielt.

## Karriere

### Verein
Ankudinova begann ihre Karriere bei FK Rīgas Lauvas, bei welchem sie auch in der heimischen Liga debütierte. 2018 schloss sie sich dem finnischen Verein SS Rankat Ankat an. Nach zwei Jahren in Finnland kehrte sie 2020 zurück in die Heimat und schloss sich den Ķekavas Bulldogs aus der höchsten lettischen Spielklasse an.
Auf die Saison 2021/22 wechselte Ankudinova in die Schweiz zu Floorball Zurich Lioness aus der 1. Liga. Nachdem die Saison in der 1. Liga aufgrund der Pandemie unterbrochen worden war, wechselte sie mit einer Doppellizenz zum UHC Laupen in die Nationalliga A.
Auf die Saison 2022/23 wechselte Anna Ankudinova zum UHC Bremgarten, welcher ebenfalls in der 1. Liga spielt.

### Nationalmannschaft
2017 wurde Ankundinova erstmals für die lettische Unihockeynationalmannschaft aufgeboten. Aufgrund ihres jungen Alters kam sie sowohl für die U19- wie auch die A-Nationalmannschaft zum Einsatz. Dabei nahm sie 2017 an der Weltmeisterschaft der Frauen teil und ein Jahr später mit der U19-Nationalmannschaft.
2019 war sie erneut Teil der lettischen A-Nationalmannschaft an der Weltmeisterschaft in der Schweiz. Zwei Jahre später spielte sie ihre letzte U19-Weltmeisterschaft und erreichte den guten 5. Platz. Ebenfalls 2021 nahm Ankudinova an der A-Weltmeisterschaft in Schweden teil.